# Hertzsprung (cráter)

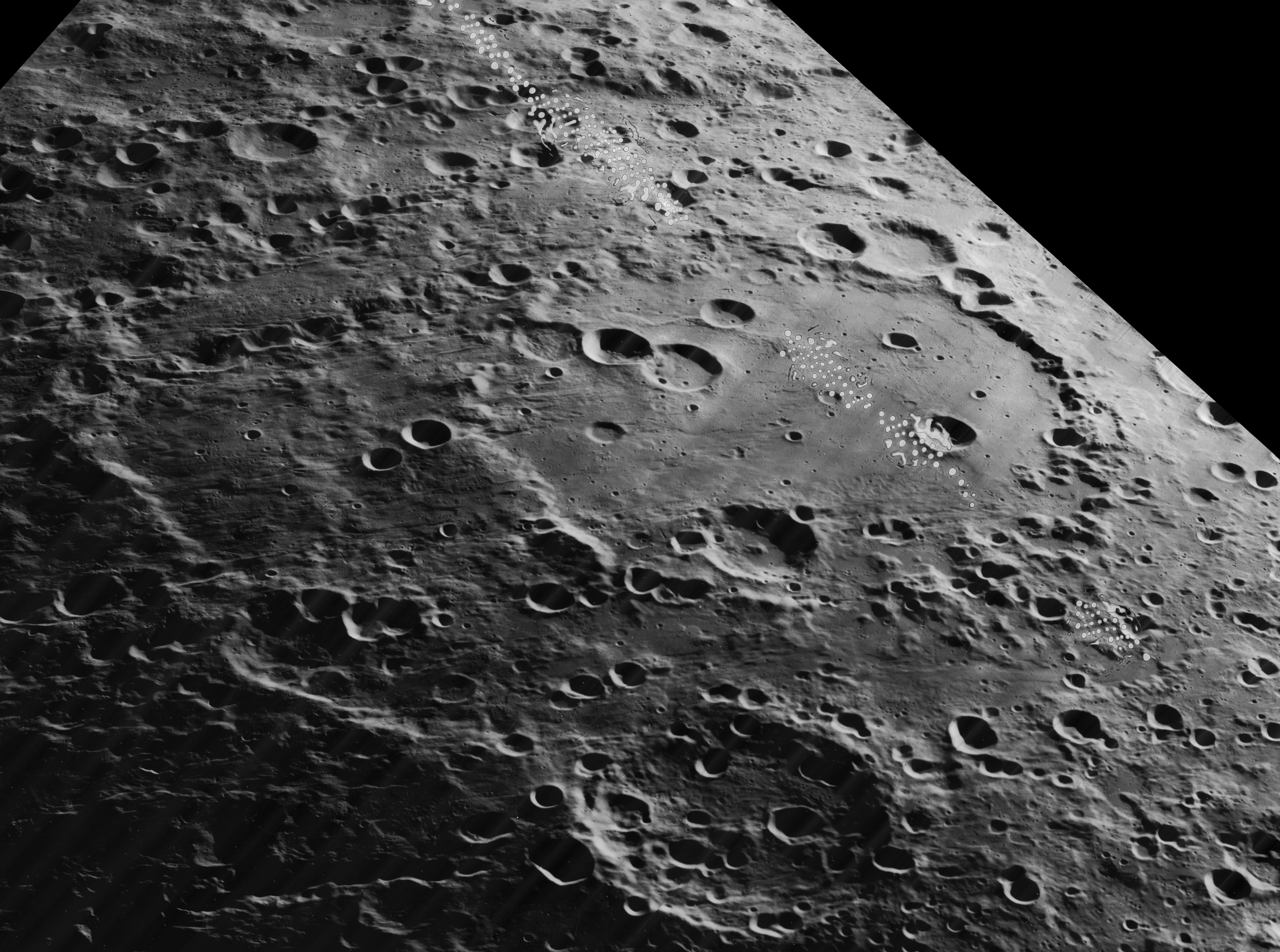
Vista de Hertzsprung (misión Lunar Orbiter 5)

Hertzsprung es un enorme cráter de impacto con algunas de las características de una cuenca, que se encuentra en la cara oculta de la Luna, más allá de la extremidad occidental. El tamaño de esta formación es varias veces mayor que la del mar lunar más cercano. Se halla en la franja noroeste de la zona alcanzada por el impacto que originó la cuenca del Mare Orientale. La relación de cráteres cercanos incluye a Michelson en el sector noreste del borde, Vavilov en el borde occidental, y Lucretius hacia el sureste.
|  |

El borde exterior de Hertzsprung ha sido dañado y modificado tanto por varios impactos notables (mencionados anteriormente), como por un buen número de cráteres más pequeños. Una cadena de pequeños cráteres, designada Catena Lucretius, comienza en el borde exterior suroriental y discurre hacia el oeste-noroeste hasta que se conecta con el perímetro de la cuenca interior. Esta zona interior es menos áspera que el terreno del anillo exterior, y está rodeada por un conjunto circular de crestas. El perímetro interior también ha sido perforado por varios cráteres, incluyendo a Hertzsprung D en el este y Hertzsprung S en el lado occidental. Tampoco el interior de la cuenca está libre de impactos, incluyendo los cráteres satélite K, H, X y L, que se enumeran en la tabla siguiente.
El ecuador de la Luna pasa a través de esta formación, estando situado al sur del punto medio y cortando a través de la cuenca central.

## Mascon
En el centro de la cuenca se ha detectado una mascon (zona con un valor elevado de la gravedad). Este mascon fue identificado por primera vez mediante el seguimiento Doppler de la nave espacial Lunar Prospector.

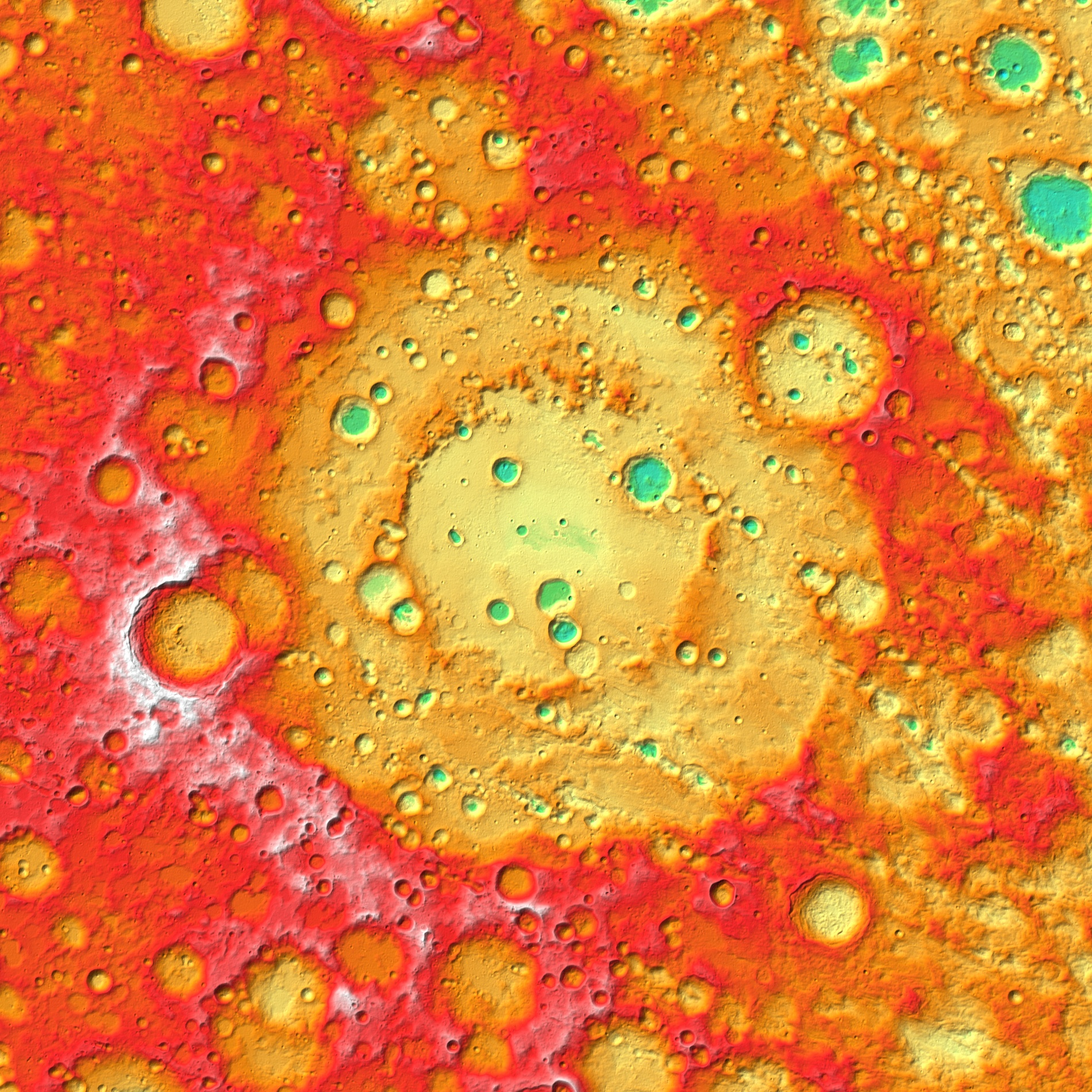
Mapa topográfico
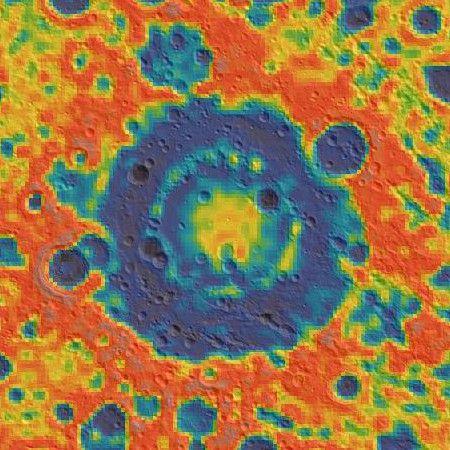
Mapa del potencial gravitatorio (GRAIL)

## Cráteres satélite
Por convención estas características se identifican en los mapas lunares colocando la letra en el lado del punto medio del cráter que está más cerca de Hertzsprung.
|             | \| Hertzsprung \| Coordenadas \| Diámetro \| \| ----------- \| -------------------------------- \| -------- \| \| D \| 3°26′N 126°12′O / 3.43, -126.20 \| 48 km \| \| H \| 1°16′S 125°09′O / -1.26, -125.15 \| 20 km \| \| K \| 0°40′S 128°29′O / -0.67, -128.48 \| 27 km \| \| L \| 0°13′N 128°42′O / 0.22, -128.70 \| 35 km \| \| M \| 7°33′S 129°47′O / -7.55, -129.79 \| 36 km \| \| P \| 0°08′S 130°14′O / -0.14, -130.24 \| 22 km \| \| R \| 0°16′S 132°48′O / -0.27, -132.80 \| 30 km \| \| S \| 0°27′N 133°24′O / 0.45, -133.40 \| 49 km \| \| V \| 5°04′N 134°10′O / 5.07, -134.17 \| 40 km \| \| X \| 3°41′N 130°05′O / 3.68, -130.08 \| 24 km \| \| Y \| 8°46′N 131°59′O / 8.77, -131.99 \| 25 km \| |          |
| Hertzsprung | Coordenadas | Diámetro |
| D           | 3°26′N 126°12′O / 3.43, -126.20 | 48 km    |
| H           | 1°16′S 125°09′O / -1.26, -125.15 | 20 km    |
| K           | 0°40′S 128°29′O / -0.67, -128.48 | 27 km    |
| L           | 0°13′N 128°42′O / 0.22, -128.70 | 35 km    |
| M           | 7°33′S 129°47′O / -7.55, -129.79 | 36 km    |
| P           | 0°08′S 130°14′O / -0.14, -130.24 | 22 km    |
| R           | 0°16′S 132°48′O / -0.27, -132.80 | 30 km    |
| S           | 0°27′N 133°24′O / 0.45, -133.40 | 49 km    |
| V           | 5°04′N 134°10′O / 5.07, -134.17 | 40 km    |
| X           | 3°41′N 130°05′O / 3.68, -130.08 | 24 km    |
| Y           | 8°46′N 131°59′O / 8.77, -131.99 | 25 km    |